# Ostalgie

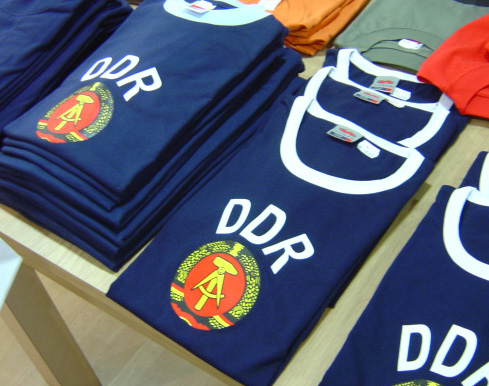
Magliette con l'emblema della Repubblica Democratica Tedesca in vendita a Berlino nel 2004

Ostalgie (AFI: /ɔstalˈɡiː/ , parola macedonia dal tedesco Ostdeutschland e Nostalgie) indica la nostalgia per la Repubblica Democratica Tedesca sviluppatasi negli ex territori orientali della Germania, dopo la riunificazione. È un termine entrato ufficialmente nella lingua tedesca nel 1993, quando la Gesellschaft für Deutsche Sprache (Società per la lingua tedesca) lo inserì nell'elenco delle dieci parole più rappresentative dell'anno, per indicare il sentimento nostalgico sviluppatosi nei primi anni 1990 nella Germania orientale a seguito della scomparsa della DDR.
Oltre a essere un sentimento, l'Ostalgia è un fenomeno di consumo. La risurrezione nostalgica della DDR ha favorito, infatti, la nascita di una sottocultura del recupero: nei supermercati vengono offerti prodotti di vecchie marche dell'Est, vengono organizzati party ostalgici – spesso ironici – e riscoperti oggetti tipici e simboli della DDR come ancoraggio d'identità. Il culmine di questa tendenza è stato raggiunto con il film Good Bye, Lenin! del 2003 e con i successivi DDR-show di emittenti televisive pubbliche e private.

## Contesto

### Definizione del termine
Per il concetto di nostalgia della DDR non esiste un sinonimo universalmente accettato. Seppur con diverse sfumature, accezioni come "Ostalgia", "identità dell'Est", "nuova coscienza tedesco orientale" e "mentalità tedesca dell'est" sono utilizzate per indicare tale fenomeno. Tra queste, il sillogismo Ostalgia è la più famosa. La creazione di questo neologismo, coniato dalla crasi tra i termini tedeschi Ost (in tedesco "est") e Nostalgie ("nostalgia", "rimpianto"), è attribuita al cabarettista di Dresda, Uwe Steimle, che si è assicurato la paternità del termine il 25 novembre 1992, facendo domanda all'ufficio brevetti (Deutsches Patentamt) per una regolare registrazione.
Secondo il sociologo Thomas Ahbe, l'accezione Ostalgia è da considerarsi in termini peggiorativi, dal momento che il sentimento di nostalgia si pone in contrasto con il moderno Zeitgeist ottimista della Germania riunificata, e poiché le parole «Est» od «orientale» vengono associate ad aggettivi come arrugginito, fatiscente e obsoleto.
L'Ostalgia viene frequentemente ed erroneamente identificata con le idee di mancanza di integrazione, protesta, desiderio di riavere la DDR o una riunificazione tedesca invertita. In realtà, si è ritenuto che l'Ostalgia rappresenti al contrario una strategia di integrazione. Una parte dei tedeschi dell'Est, infatti, voleva mantenere i ricordi, le esperienze e i valori ancestrali della propria identità orientale, incompatibili con quelli della maggioranza della Germania Ovest, senza rinnegare, tuttavia, il presente.

### Fenomeno dell'ostalgiae interpretazioni

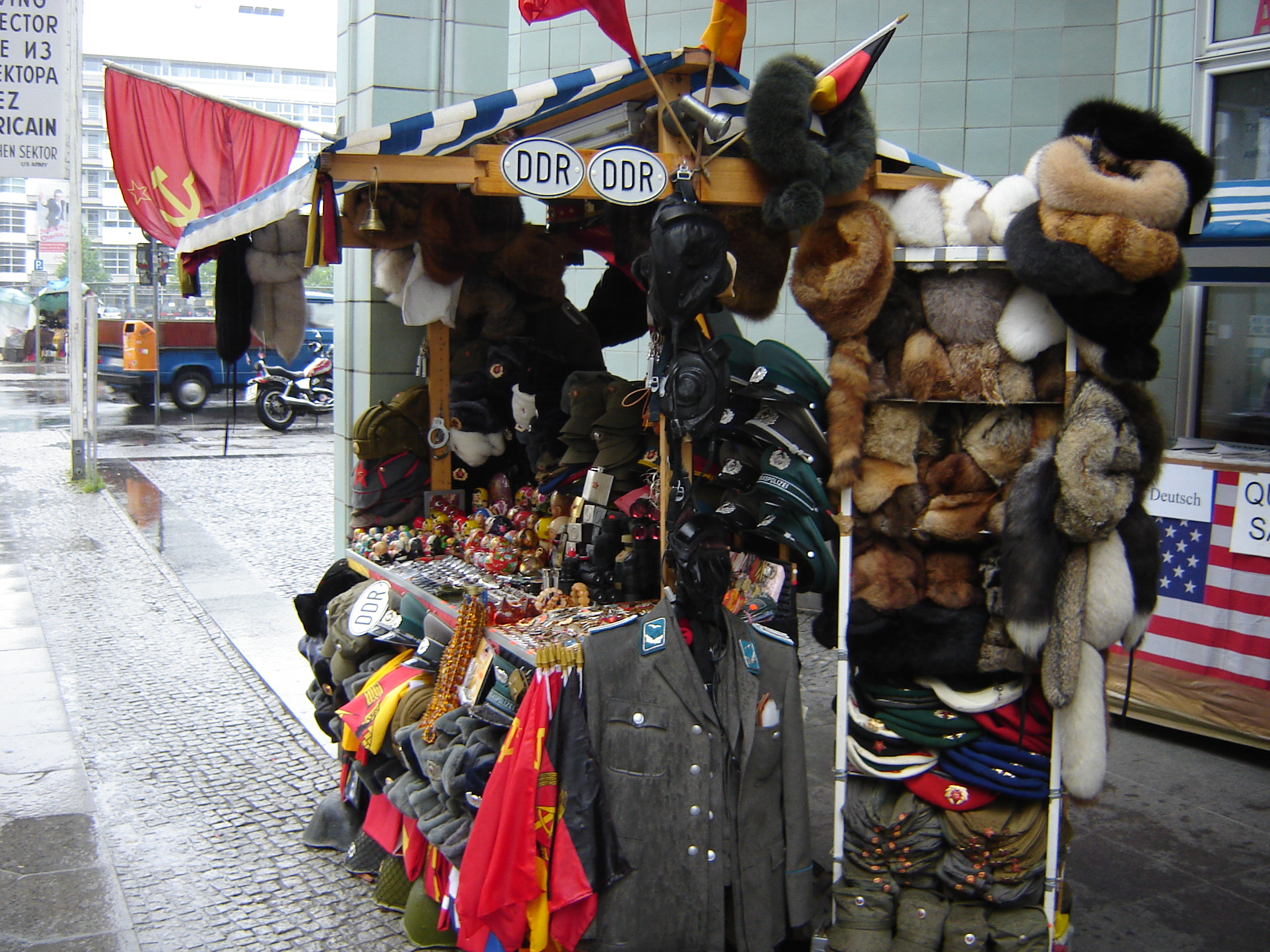
Memorabilia della Repubblica Democratica Tedesca in vendita nei pressi dell'ex Checkpoint Charlie di Berlino (2006)

Il concetto di nostalgia della DDR è utilizzato in modo disomogeneo nella letteratura scientifica. La sociologa Katja Neller, laureatasi nel 2005 con una tesi di dottorato sulla nostalgia della DDR, distingue tale termine dal concetto di Ostalgia, che definisce come valorizzazione retrospettiva dei nuovi cittadini tedeschi (o degli ex cittadini della Germania orientale) verso la DDR.
Se poco dopo la svolta la DDR è stata giudicata unanimemente dalla popolazione tedesca orientale come una realtà negativa, nuovi sondaggi mostrano sempre più valutazioni positive. Nonostante l'aumento del tenore di vita dopo la riunificazione, in molti settori dei nuovi Länder, la DDR registra una valutazione migliore rispetto alla Repubblica federale, in particolare in termini di sicurezza sociale. Questa valorizzazione è stata condivisa anche da uno studio parallelo di relatori sassoni.
L'Ostalgia può essere considerata come la reazione di una parte della popolazione dei nuovi Stati dopo l'immediata risposta di euforia per la svolta. Questa reazione ha tematizzato il contraddittorio e difficile processo economico di transizione, l'adattamento della società a un nuovo sistema giuridico dopo la rivoluzione pacifica, e da qui la rottura netta tra passato e futuro. Sebbene da un lato l'unione economica, monetaria e sociale ha rappresentato la riuscita introduzione di un nuovo sistema, dall'altro agli occhi della popolazione tedesca orientale ha significato non solo vittoria, ma anche delusione e un senso di perdita. E poiché le promesse prospettive economiche per i "nuovi Stati federali” non si sono formate così in fretta come sperato, è fiorita nei primi anni 1990 una riscoperta e rinascita dei simboli e dei prodotti della vecchia DDR.

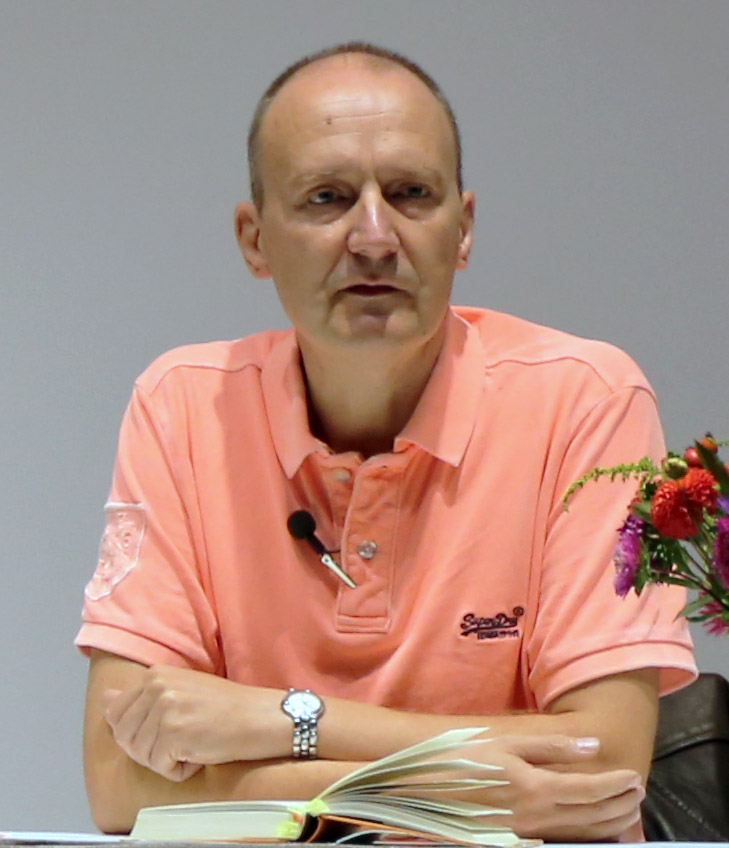
Lo scrittore Thomas Brussig

Un'ulteriore interpretazione al fenomeno dell'Ostalgia è stata data da Svetlana Boym, che ha distinto la nostalgia in due categorie: la nostalgia conservatrice o restauratrice e la nostalgia riflessiva. La prima pone l'accento sulla ricostruzione fedele dello spazio e del tempo perduti; la seconda ripesca i ricordi, siano essi positivi o negativi, e si abbandona ai loro dettagli. I nostalgici della prima categoria prendono tutto con massima serietà e presuppongono che il loro progetto di restaurazione sia basato sulla verità, mentre la nostalgia riflessiva si sofferma sulle sfumature soggettive, sul desiderio, sulla perdita, sull'imperfezione della memoria; "è" – afferma la scrittrice – "più incentrata sul tempo storico e individuale, sull'irrevocabilità del passato e sulla finitudine umana.” La nostalgia riflessiva risulta utile all'analisi di certi aspetti dell'Ostalgia: l'insieme dei fenomeni ostalgici non ha l'obiettivo di restaurare il vecchio passato socialista, bensì di ricostruirne il ricordo. È con questo obiettivo che nel 1993 a Eisenhüttenstadt è stato fondato per volere del Consiglio comunale della città il "Dokumentationszentrum der Alltagskultur der DDR", il Centro di documentazione della cultura della DDR, un museo, che comprende migliaia di oggetti di uso quotidiano corredati di racconti e commenti sul significato che questi cimeli rivestivano nella vita di tutti i giorni dei donatori.
Nel discorso di Boym emerge, infine, l'idea che i party ostalgici, spesso ironici, rappresentino la realizzazione dell'aspetto umoristico della nostalgia riflessiva.
Un'idea differente del fenomeno dell'Ostalgia è stata proposta dallo scrittore Thomas Brussig, il cui obiettivo è difendere la sua ex DDR dalle colpe e critiche attribuitele. Egli ritiene che i tedeschi dell'Ovest non abbiano compreso che normalità e quotidianità sono state componenti anche della vita nell'ex Germania Est; la nostalgia del passato ne sarebbe una naturale conseguenza, e risultato di questo sentimento sarebbe l'espressione "Es war nicht so schlecht!" (Non era poi così male!). Brussig insiste sulla spontaneità del ricordo e sulla naturalezza con cui questo abbellisce il passato, anche se quest'ultimo è contestualizzato in una realtà totalitaria. Secondo l'analisi di Brussig, infine, ad avere nostalgia della DDR sarebbero, oltre ai disoccupati, anche coloro che, con la riunificazione, hanno sì ottenuto la libertà, ma che è contrastato con i ritmi e le abitudini di vita sotto il socialismo reale.

### Spiegazioni

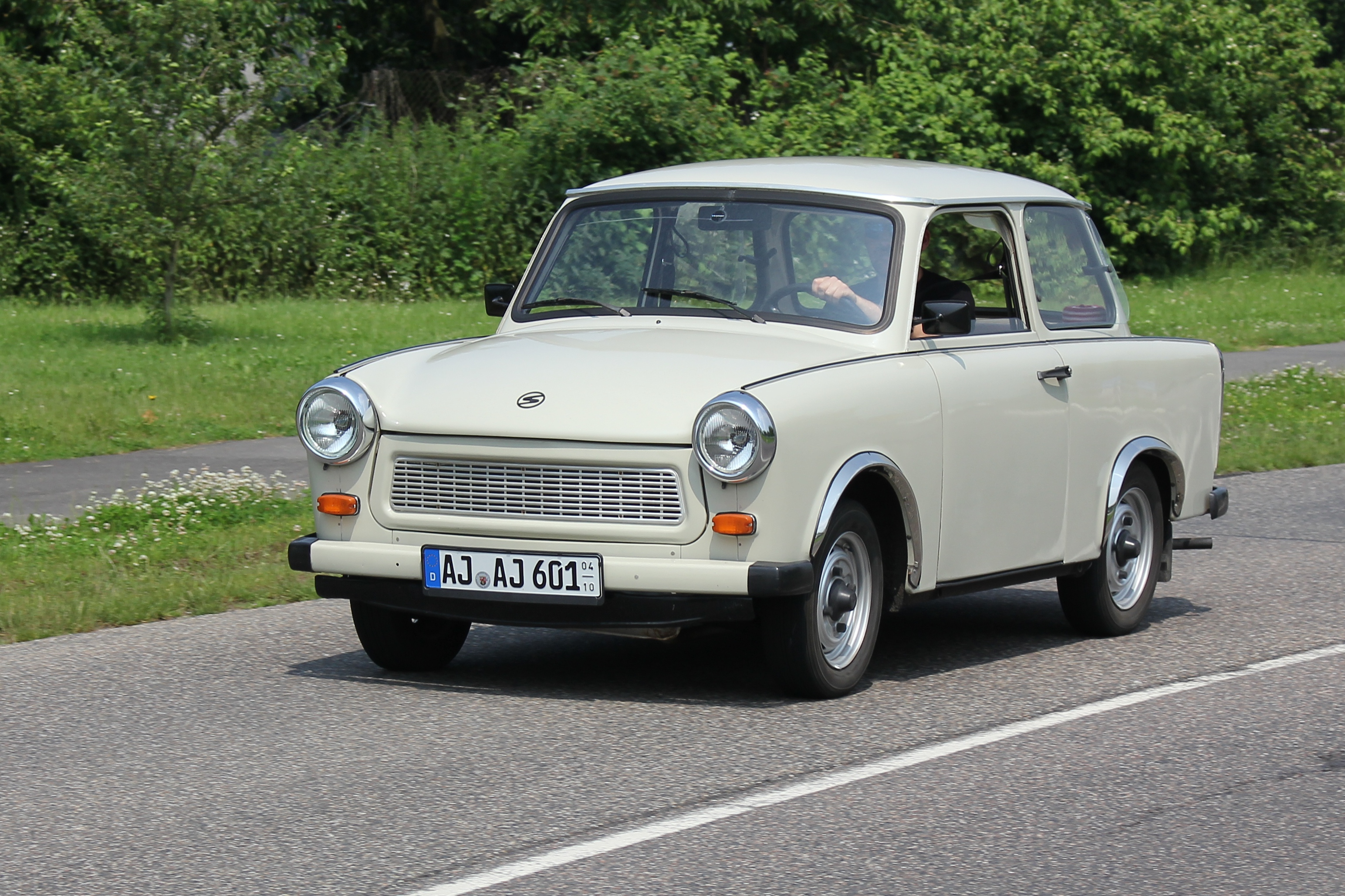
Una Trabant, vettura-simbolo della Germania Est

In seguito all'iniziale euforia post-riunificazione, che si è riversata nella riacquistata possibilità di comperare prodotti dell'Ovest, nel riappropriarsi della libertà di opinione e di pensiero e nella prospettiva di ottenere un miglioramento dello standard di vita, i tedeschi dell'Est hanno dovuto affrontare alcuni inaspettati problemi di natura sociale ed economica. È a questo punto che si può iniziare a parlare di Ostalgia. Come causa oggettiva della nascita del fenomeno dopo la riunificazione tedesca possono essere nominati il peggioramento della situazione socio-economica nella zona orientale, il forte aumento della disoccupazione e il dispiacere derivante dalla sostituzione dell'ex élite della Germania Est con i tedeschi dell'Ovest.
Molti tedeschi dell'Est sono rimasti delusi dalla riunificazione, poiché questa non ha generato alcun miglioramento della loro situazione economica. Quest'amarezza ha dato origine a un ricordo dei "bei vecchi tempi". Nel 1991 lo scrittore Rolf Schneider ha detto al riguardo che "aus diffusen Gefühlen und Erinnerungen […] das Bild einer DDR [entstand], die so nie existiert hat. (dalle emozioni diffuse e dai ricordi [...] [ebbe origine] l'immagine di una DDR che come tale non è mai esistita)".
Anche l'immagine ideale della Repubblica Federale Tedesca si è modificata subito dopo la riunificazione, complice l'emergere di una esasperata società dei consumi, che distruggeva tutto ciò che era appartenuto al suo passato per accogliere i prodotti del nuovo Occidente e deturpava il paesaggio ambientale.
Anche per una parte dell'intelligencija della BRD, l'ex DDR ha rappresentato un'alternativa al capitalismo occidentale e alla genuinità della cultura e del tipico paesaggio tedesco, in quanto era rimasta immune dall'americanizzazione imperante nella Germania. E. Branchelli definisce la DDR, "rivendicazione di una differenza”.
Un sondaggio condotto nel 2016 nelle regioni orientali della Germania mostrava che oltre il 69% della popolazione, a distanza di oltre un quarto di secolo dalla caduta del muro, ancora si trovava a rimpiangere la DDR.

## Influenza

### Feste ostalgiche
I DDR-party sono un altro fenomeno legato all'Ostalgia. Si tratta di feste, private od organizzate in spazi semi-pubblici, dove si possono consumare vecchi prodotti della Germania orientale e rivivere i tempi passati. Le feste sono addobbate con gli oggetti di scena di propaganda dell'ex Germania Est: bandierine di carta, ritratti, icone, medaglie, trofei, bandiere, stendardi e striscioni con slogan di propaganda della SED o canzoni ironiche.
Hanno avuto luogo anche eventi semi-professionali dove molti ospiti sono apparsi con i vestiti tipici della DDR o in uniforme e in cui talvolta entrava in scena un sosia di Erich Honecker. La musica di repertorio includeva cantanti e canzoni pop della DDR, mentre come intermezzo musicale erano proposte ironiche o sarcastiche versioni riciclate di inni socialisti e canti dei lavoratori e della rivoluzione. Il cerimoniere delle feste spingeva a estremi pomposi lo stile di comunicazione dei funzionari della DDR.
Nel 1990 ci sono stati anche organizzatori professionisti di feste ostalgiche, che hanno girato tutta la Germania Est. Il più famoso è stato Ralf Heckel, un intrattenitore disco di Nordhausen, nato nel 1969, che ha organizzato nel 1994 il primo Ostalgie-party. Dal gennaio 1995 all'ottobre 1999 ha programmato più di 100 feste d'Ostalgia con circa 150 000 ospiti. L'eco dei media è stato di grandi dimensioni a livello sia nazionale sia internazionale. Heckel ha definito il festeggiamento "Ossi" privo di ideologia: "Das war wie eine 50er-Jahre-Party, die jagt auch niemand zum Teufel. Es gibt so viele Retro-Kulte, warum nicht so einen?" (È stata come una festa degli anni 1950, di cui nessuno vuole liberarsi. Ci sono così tanti culti rétro, perché non uno così?) Con queste feste il fenomeno dell'Ostalgia acquisisce un significato più ampio e commerciale.

### Riscoperta della DDR

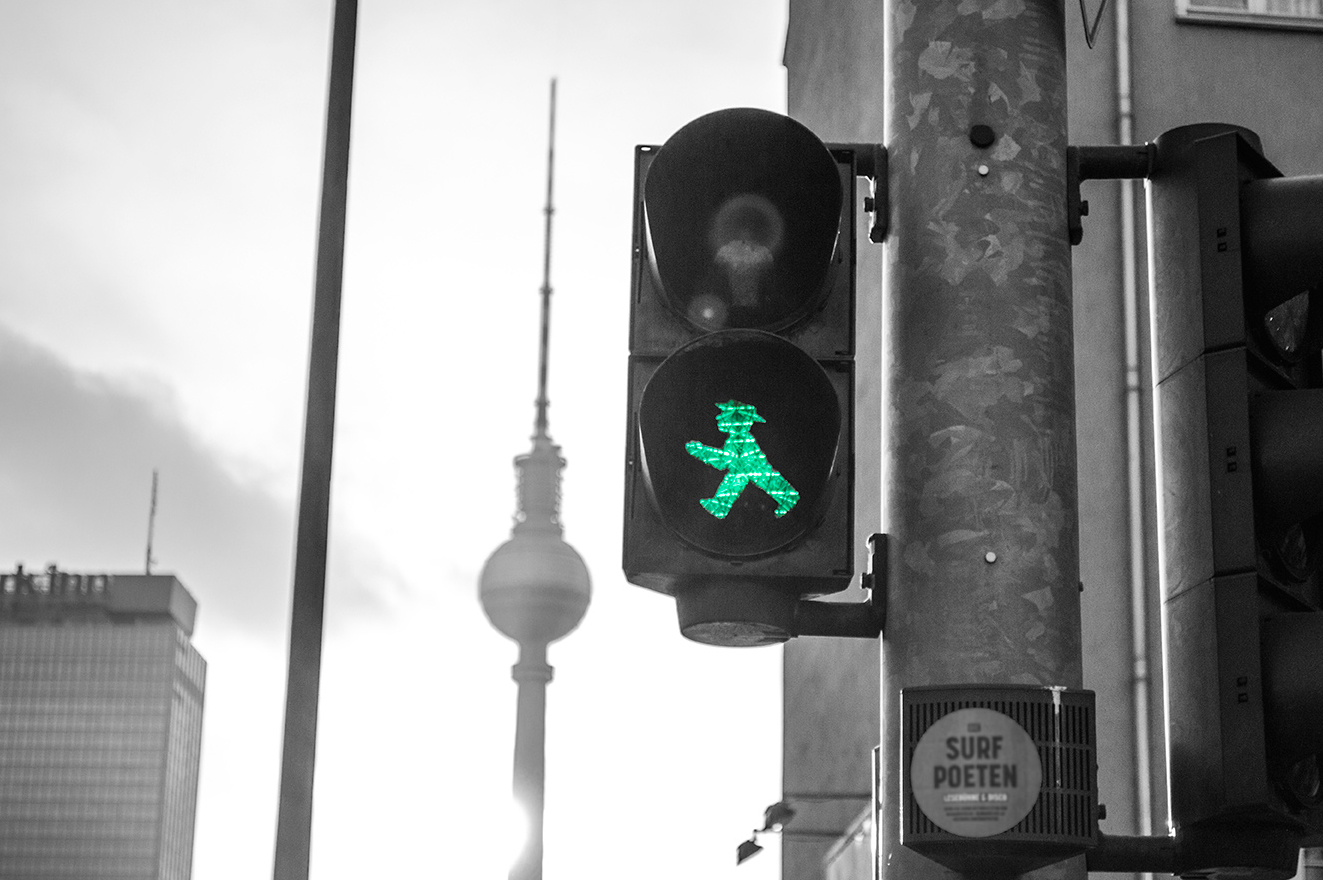
L'Ampelmännchen, l'omino dei semafori della DDR, tuttora in uso nei quartieri della vecchia Berlino Est; sullo sfondo la torre della televisione di Berlino, all'epoca vanto ingegneristico e tecnologico della Germania Est

Durante l'onda ostalgica oggetti di uso quotidiano e simboli della DDR hanno assolto la funzione di ancora di identità. In primo luogo è stata la società socialista consumatrice sotto Honecker a omaggiare la DDR. Alcuni esempi di tale oggettistica sono stati:
- l'abbigliamento da pioniere della DDR;
- l'auto Trabant;
- il Plattenbau (l'appartamento prefabbricato);[19]
- i film DEFA;
- il cartone animato Sandmännchen (Sabbiolino);
- gli ostelli d'Ostalgia;[20]
- i simboli della DDR, come ad esempio l'Ampelmännchen (l'omino dei semafori) o le armi da fuoco;
- la tradizionale rivista a fumetti della DDR della casa editrice Mosaik Steinchen (circolazione di 105 000 copie).

Oltre alla diffusione di eventi ostalgici, sono state mandate in onda radiodiffusioni sulla vita quotidiana nella DDR e sui relativi stili di vita, oggetti e ricordi.

### Strategie di marketing
Ad avvenuta riunificazione i prodotti della DDR, che del resto nessuno era più disposto a comprare, sono spariti dal mercato. Questo fatto immediato ha spinto alcuni produttori tedesco-orientali a organizzare curiose manifestazioni, nelle quali chiedevano direttamente ai consumatori il motivo per cui non volessero più acquistare le loro merci.
Verso la fine del 1992 i vecchi prodotti hanno cominciato a ricomparire nel mercato orientale. Mentre ai tempi della DDR, molti beni di produzione locale venivano venduti come surrogati o sostituti degli originali della Germania Ovest, ora erano rivalutati come genuini e inalterati. A renderne riconoscibile questo aspetto ha contribuito la pubblicità: di grande successo è stata la strategia di marketing delle "bekennenden Ostmarken (marche orientali riconosciute)", con la quale le vecchie marche DDR sono state modernizzate sotto aspetti come imballaggi, formulazione e qualità, pur avendo mantenuto i loro nomi e loghi originari oltreché (per quanto riguarda cibo e bevande) il gusto.
Per molti prodotti non si trattava solamente di recuperare le radici DDR, bensì di fare dell'ideologia socialista che essi richiamavano un vero e proprio strumento di marketing. A questo proposito un importante ruolo è stato svolto dai simboli. Thomas Ahbe cita l'esempio della birra dall'etichetta rossa, Roter Oktober, lanciata nel 1999, nella cui parte superiore campeggia la stella sovietica incorniciata da una corona di spighe e la cui R del nome è scritta in maniera speculare così da sembrare cirillica. In questo senso, poi, da non dimenticare è il nome del prodotto, ispirato alla grande rivoluzione socialista.
Nel 1990 è riapparsa la Knusperflocke, una marca di cioccolato di cattiva fama ai tempi della DDR, seguita nel 1998 dalla tavoletta di cioccolato Bambini. Entrambe nel 1999 hanno raggiunto insieme un fatturato di 31 milioni di DM. Un'analoga rinascita l'hanno vissuta il caffè Mokka-fix, la Vita-Cola, le sigarette Cabinett e l'Adlershofer Wodka.

### Pubblicità
Alla fine degli anni 1990, il mercato di prodotti orientali è aumentato considerevolmente. Con l'incremento delle vendite e dei profitti e il miglioramento della posizione del mercato tedesco si è registrata, anche nel linguaggio delle campagne pubblicitarie, un'inversione di tendenza: ora erano la nostalgia e una forte fiducia tedesco orientale gli argomenti di vendita più incisivi.
La pubblicità dei prodotti si è appellata ai ricordi sbiaditi della memoria collettiva e alle esperienze dei tedeschi orientali. Così, ad esempio, si è reclamizzata, in una campagna per una bevanda con lo slogan: "Hurra, ich lebe noch! (Evviva, vivo ancora!)", la Berlino Spreequell Mineralbrunnen GmbH, che aveva assunto il marchio Club Cola dalla DDR. Allo stesso modo ha agito il Gruppo JT International, che aveva acquistato la marca tedesco-orientale di sigarette Club; nella pubblicità dei prodotti del 1993, lo slogan "Gutes neu erleben! (Buona esperienza!)", alludeva alla massima diventata in voga nella ex DDR "Es war nicht so schlecht! (Non era poi così male!)". Gli strateghi pubblicitari della sigaretta Juwel hanno contrastato la campagna Test-The-West del marchio West con il detto "Ich rauche Juwel, weil ich den Westen schon getestet habe. Juwel eine für uns. (Io fumo Juwel, perché ho già provato l'Ovest. Juwel una per noi)”. Alla reintroduzione del marchio di caffè Rondo sul mercato, infine, la Röstfein Kaffee GmbH di Magdeburgo (Sassonia-Anhalt) ha mantenuto la confezione blu-argento originale del prodotto nel periodo della DDR e un prezzo medio. Con questo concetto di marketing, nel 1998 Rondo è divenuto il terzo più grande marchio unico nel mercato del caffè tedesco-orientale, con una produzione di 6 500 tonnellate.
Il marchio di sigarette senza filtro Karo, che ai tempi della DDR erano le sigarette degli artisti e dei dissidenti, è stato adottato dopo la riunificazione dalla società Philip Morris e pubblicizzato con lo slogan "Anschlag auf den Einheitsgeschmack (Un colpo al gusto unitario)". Anche Nudossi, la Nutella orientale, da Radebeul, la crema Halloren da Halle (Saale) o il detergente Fit-up da Oberlausitz sono vecchi marchi della Germania Est, che sono riusciti a fare una rimonta negli scaffali dei supermercati. Questi prodotti sono classici esempi della riqualificazione della merce orientale, che prima della riunificazione era considerata come secondaria e di scarsa qualità.
Tuttavia, i consumatori ostalgici rilevano spesso che molti ex prodotti orientali hanno ora solo il nome e il logo rivolto all'Oriente, poiché i loro marchi o produttori sono stati adottati da aziende occidentali. Il grano Kornbrand Nordhäuser, ad esempio, è ora commercializzato dalla Eckes, il detersivo Spee dalla Henkel e la marca di cosmetici Florena dalla Beiersdorf. Anche creazioni DDR di parole quali "Broiler", come denominazione per il tedesco orientale del pollo barbecue, sono state utilizzate in larga misura.
La rivalutazione di questi prodotti è stata accolta con entusiasmo all'inizio. Oggi, al contrario, sono pochi i consumatori che acquistano merce dell'ex DDR; per i giovani si tratta della possibilità di consumo postmoderna per appropriarsi degli oggetti della quotidianità dei genitori, o più semplicemente di una moda. Di gran voga sono tutt'oggi i negozi vintage dell'Est e i mercatini delle pulci (tra cui il più famoso è quello del Mauerpark nel quartiere di Prenzlauer), frequentati soprattutto dalla gioventù, che tratta questa tendenza consumistica senza alcun sentimento politico o storico.

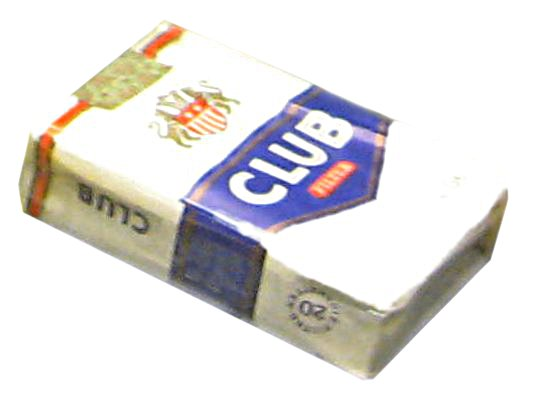
Pacchetto di sigarette Club
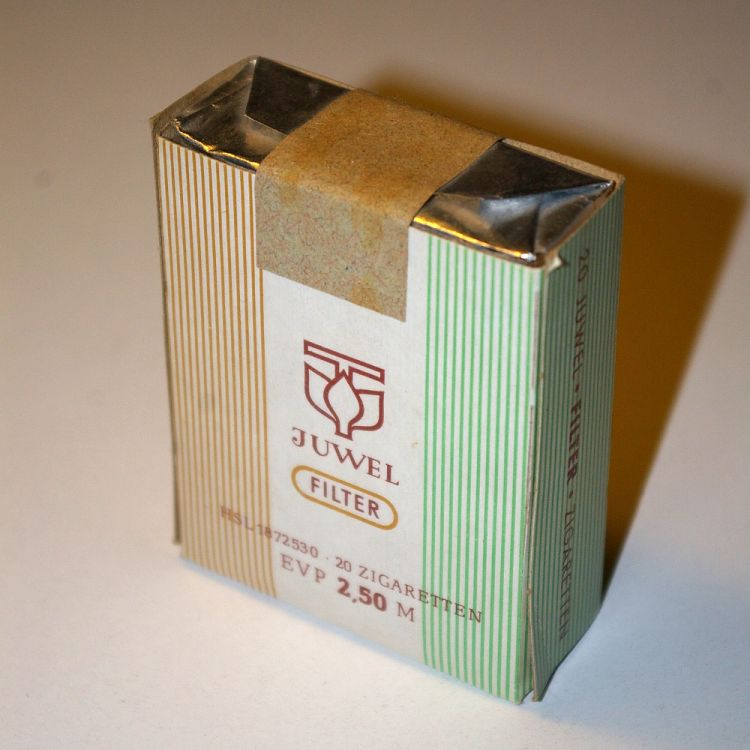
Pacchetto di sigarette Alte Juwel del 1988
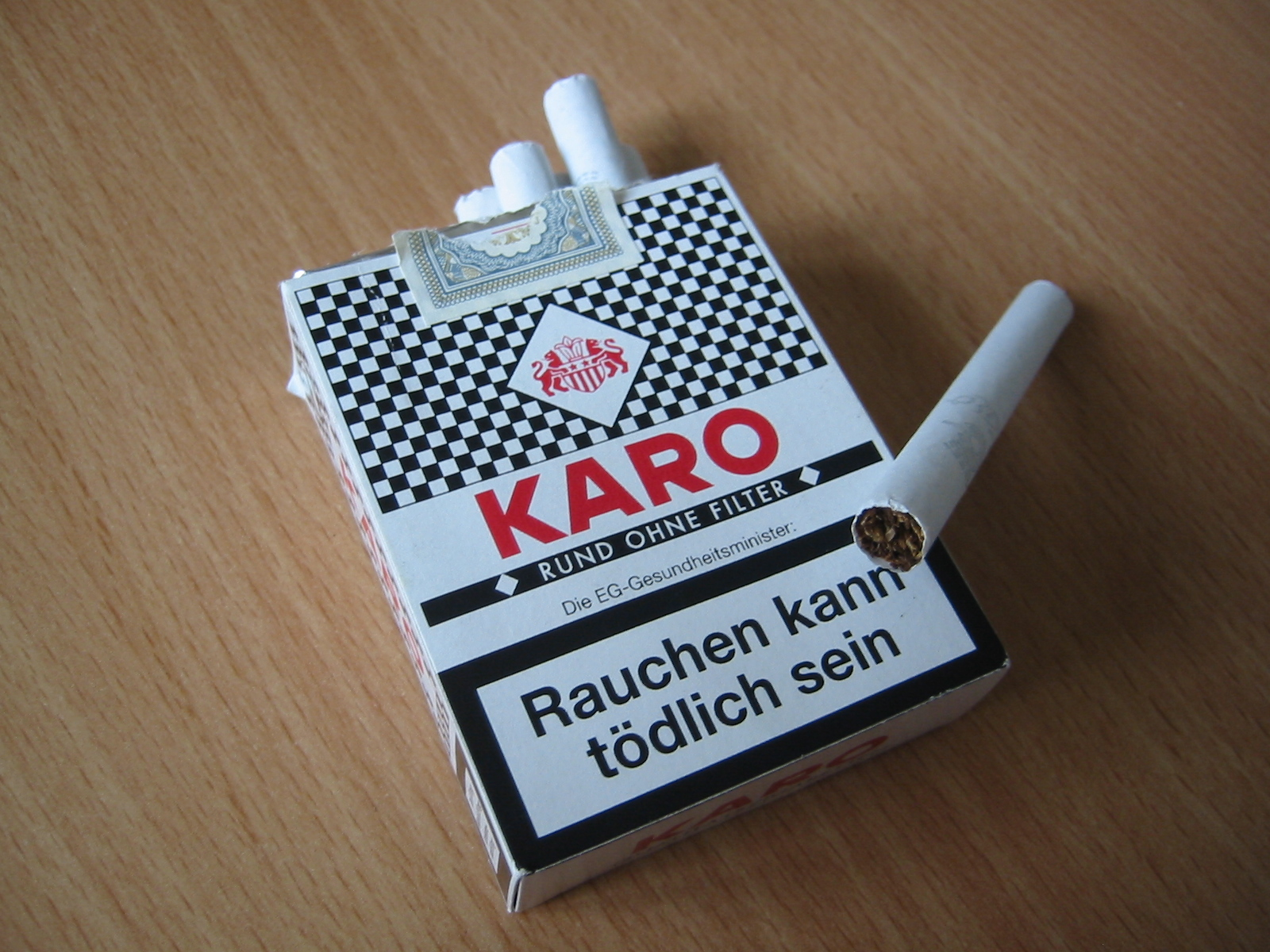
Pacchetto di sigarette senza filtro Karo
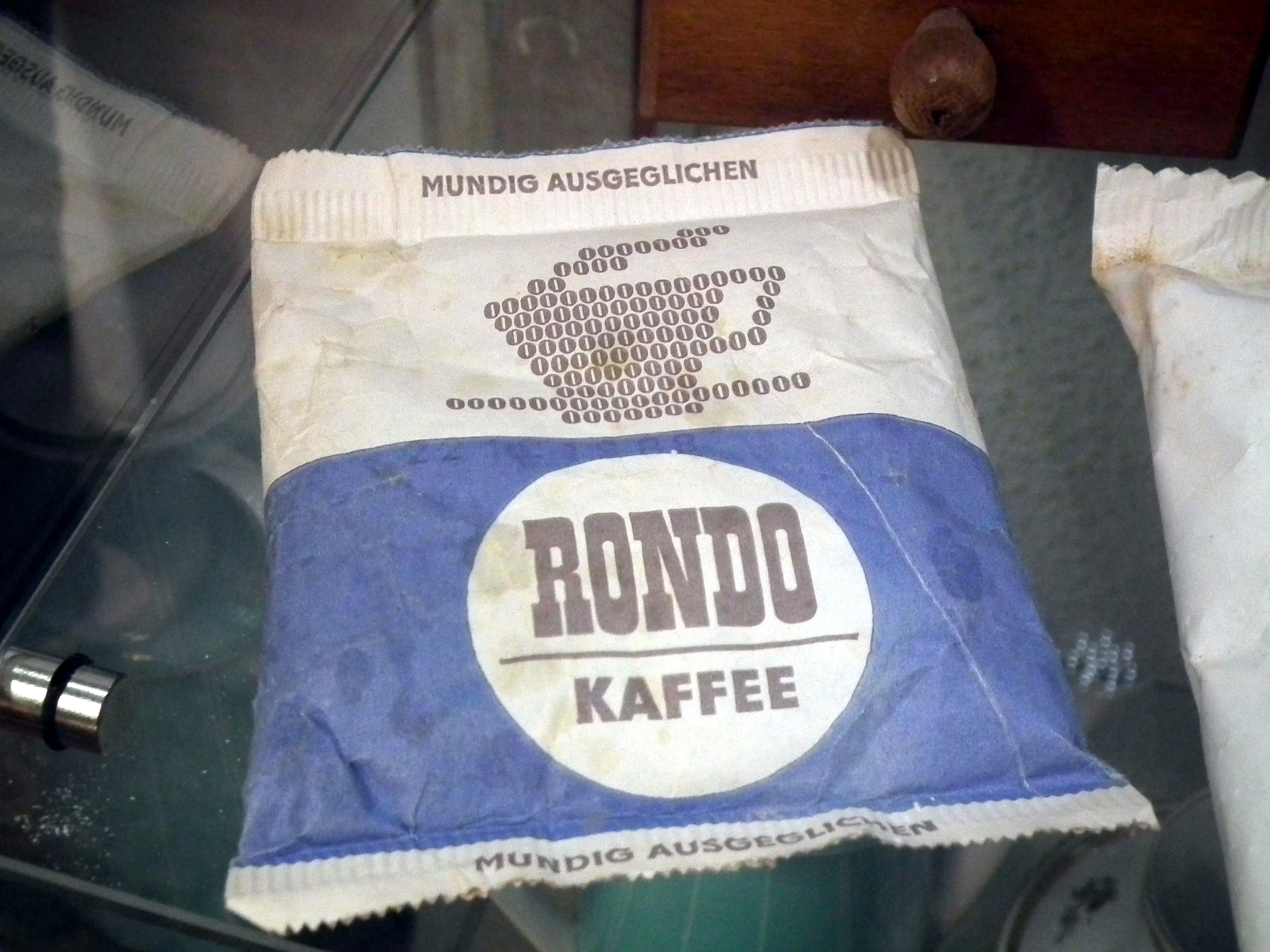
Confezione di caffè Rondo
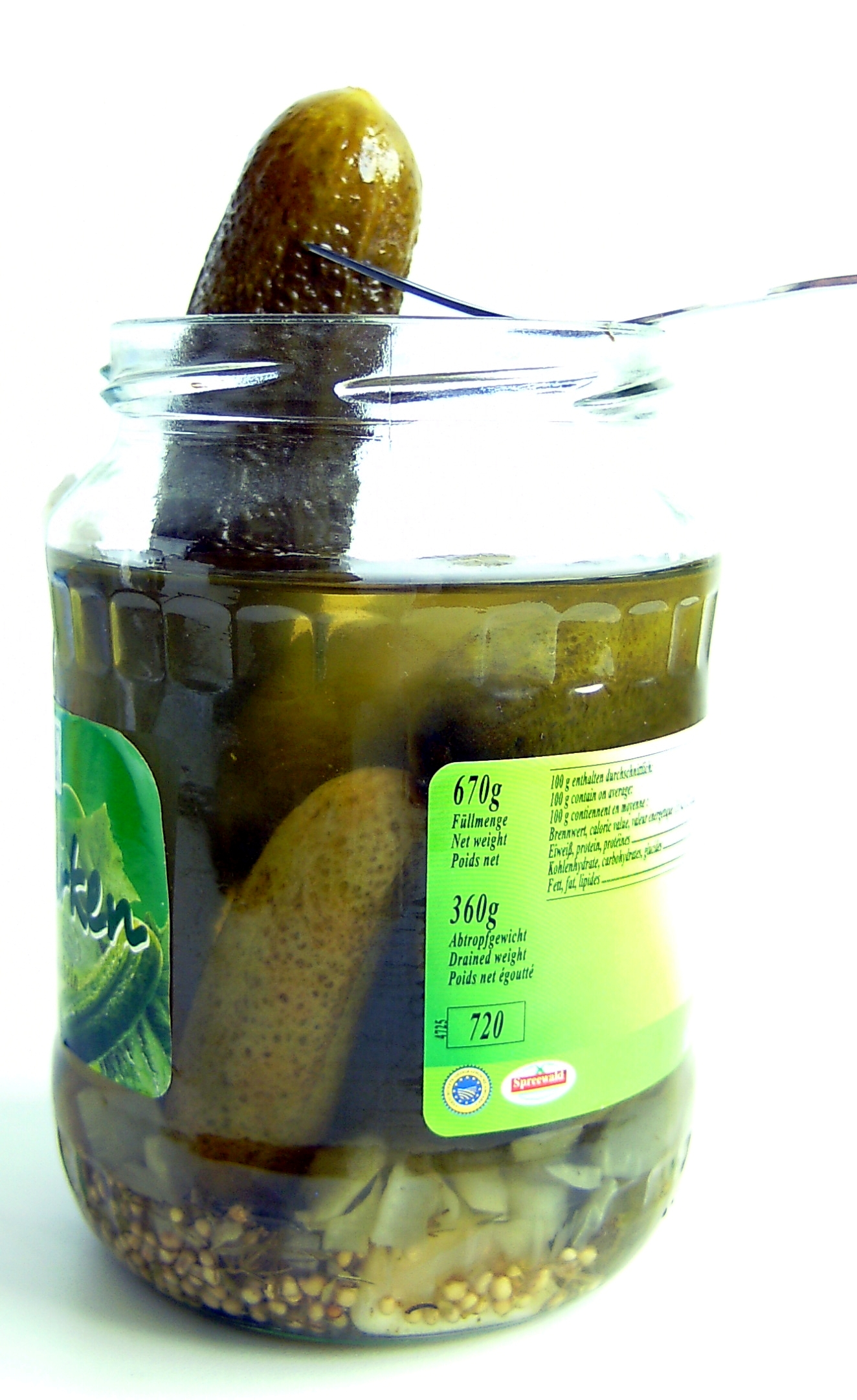
Barattolo di cetrioli Spreewald
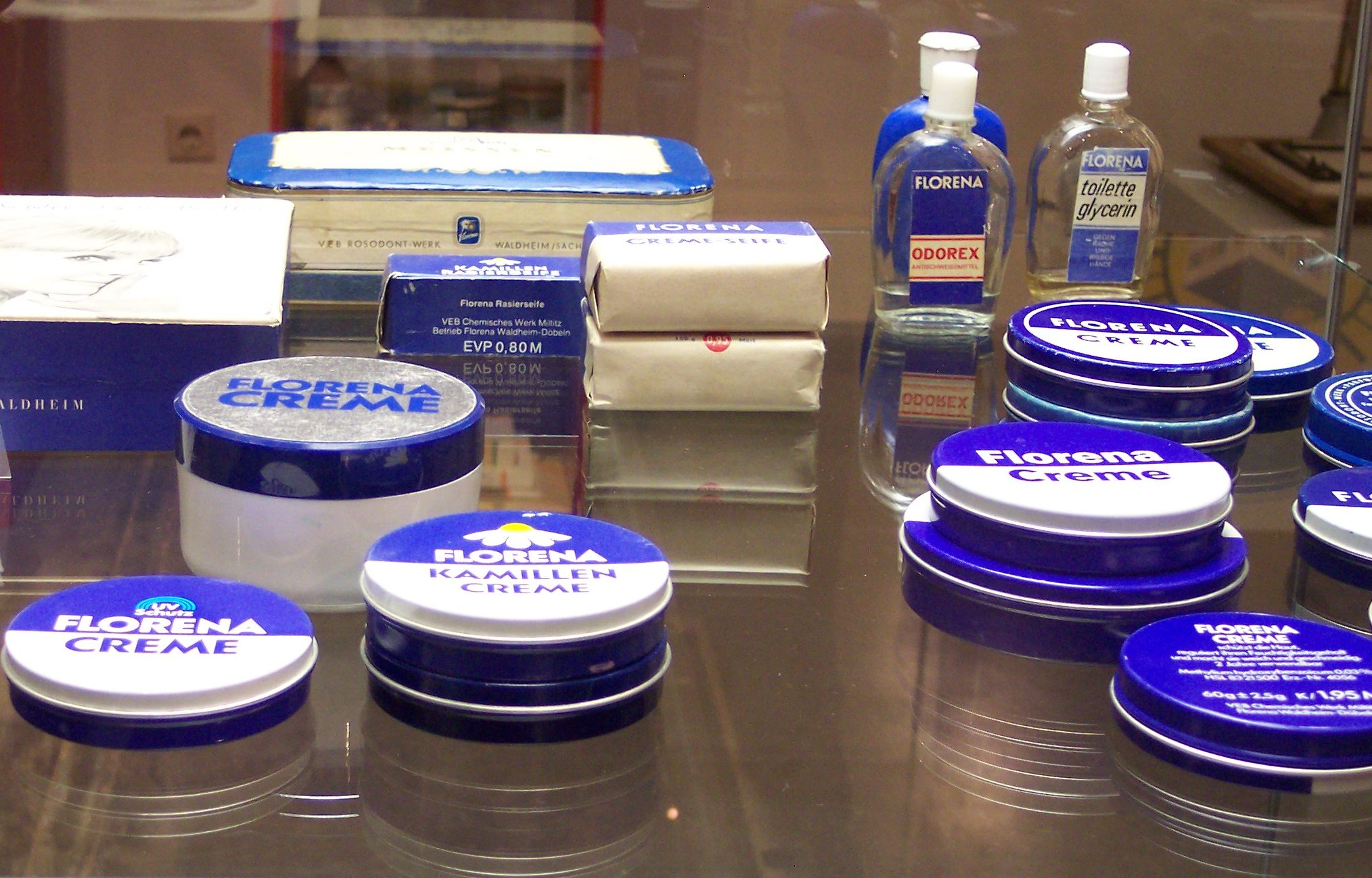
Confezioni di crema Florena
Quarkspeise della Leckermäulchen

### Fiere ostalgiche
Un altro fenomeno del boom Ostalgia sono le fiere di vendita come la Fiera Ostpro. La fiera Ostpro ha avuto luogo più volte a Berlino, con il supporto del partito Partito del Socialismo Democratico (PDS) emergente dal Partito Socialista Unificato di Germania (SED). A questa enorme fiera di vendita per prodotti dell'Est, a cui partecipano più di 100 aziende provenienti dai nuovi Stati federali, vengono presentati i prodotti DDR rilevanti per gli appassionati di Ostalgia. La mostra è frequentata principalmente da pensionati.
Un'eccezione nel boom Ostalgia è l'ex azienda di spumante Rotkäppchen, che ha ampliato la sua leadership di mercato in Germania e non vuole essere associata all'ostalgia dell'Ostpro.

### Vacanze a tema DDR
Un altro aspetto commerciale del fenomeno dell'Ostalgia sono "le settimane dell'Ostalgia e i menu a tema”, proposti da diversi hotel e ristoranti. Gli organizzatori offrono alla clientela menù o vacanze a tema DDR, per ricordare il comune passato tedesco orientale. Spesso queste settimane sono organizzate in modo tale che la festa nazionale del 7 novembre sia compresa. Sono stati molti gli edifici e le vecchie strutture adibiti a "Hotel Ostalgia”, come l'ex casa FDGB ad Almsfeld presso Wernigerode agli inizi del 1998 o l'ex scuola superiore "Ernst Thälmann” di Zittau, trasformata il 7 ottobre 1999 nell'hotel "Sittavia”, per citarne due. Per queste occasioni gli ospiti utilizzano moneta che imita il denaro della DDR, scelgono pietanze da menù con ricette dell'ex Germania Est, il tutto avvolti da un'atmosfera rigorosamente in stile DDR. Vi sono anche vetrine con foto, documenti e oggetti del tempo. Jens Wagner, dell'agenzia pubblicitaria Kommunikation Schnell di Dresda, ha individuato, tuttavia, una nota dolente nell'allestimento delle iniziative. Nelle camere degli ospiti si possono trovare letti e arredamento in stile Ovest, i quali rivelano l'idea che gli hotel siano fatti più per i turisti che per i reali ostalgici.

### Media

#### Film e serie TV
(Dialogo dal film Good Bye, Lenin!, 2003)
Il film del 1999 Sonnenallee di Leander Haussmann è stato il primo film di successo commerciale dopo la svolta. La pellicola ripercorre in retrospettiva e in maniera frivola la vita nella DDR e pone molta enfasi su dettagli e sentimenti nostalgici. Sonnenallee ha scatenato un'ondata di altre "commedie del muro", che esaminano l'ex DDR da un angolo totalmente differente, inaugurando un nuovo modo di parlare con il pubblico della DDR, non più vista solo come sistema repressivo e dittatoriale: nel 2003 è apparso al cinema il film Good Bye, Lenin! del regista Wolfgang Becker, seguito dalla tragicommedia Herr Lehmann (basata sul romanzo d'esordio di Sven Regener), nel 2004 è comparsa la commedia Est-Ovest Kleinruppin forever, nel 2005 il film commedia NVA, e nel 2006 è stato pubblicato il dramma romantico Der Rote Kakadu. RTL, infine, ha trasmesso la serie ostalgica Meine schönsten Jahre, sulla vita di un giovane berlinese orientale negli anni 1980, ma è stata interrotta dopo otto episodi a causa dei bassi ascolti.

##### Filmografia
- Quella Trabant venuta dall'Est (Go Trabi Go), di Peter Timm (1991)
- Go Trabi Go 2 - Das war der wilde Osten, di Wolfgang Büld e Reinhard Klooss (1992)
- La promessa (Das Versprechen), di Margarethe von Trotta (1995)
- Helden wie wir, di Sebastian Peterson (1999)
- Sonnenallee, di Leander Haußmann (1999)
- Berlin Is in Germany, di Hannes Stöhr (2001)
- Der Zimmerspringbrunnen, di Peter Timm (2001)
- Good Bye, Lenin!, di Wolfgang Becker (2003)
- Kleinruppin forever, di Caerlsten Fiebeler (2004)
- NVA, di Leander Haußmann (2005)

#### DDR-show

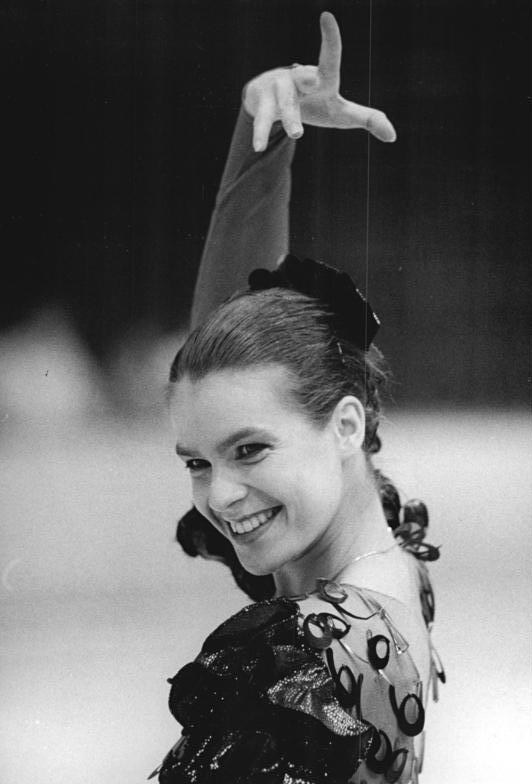
La pattinatrice Katarina Witt, gloria sportiva della DDR e capace di assurgere alla notorietà internazionale: il TIME la battezzò "la faccia più bella del socialismo".

Sulla scia del successo di Goodbye Lenin!, nella seconda metà del 2003 sono stati introdotti nelle reti televisive diversi DDR-show, sulla vita nella DDR, dove spesso i conduttori entravano in scena da personaggi noti della ex DDR, come il pugile Henry Maske, la pattinatrice Katarina Witt e complessi musicali tra i quali i Pudhys o Karat.
Ai DDR-show venivano affrontati aspetti della cultura popolare, quotidiana e di consumo, venivano mostrati oggetti, prodotti, foto, episodi storici, aneddoti sulla vita nella DDR, si discuteva di alcuni aspetti della dittatura, si trattava il tema della Stasi, si dava l'occasione di aprire dibattiti, ma l'obiettivo principale era quello di dare nuova luce al passato della Germania Est.
Il 17 agosto 2003 la ZDF ha lanciato l'Ostalgie-Show con gli ospiti Andrea Kiewel e Marco Schreyl. Ci sono stati 4,78 milioni di spettatori (quota di mercato del 21,8 per cento), ovvero lo spettacolo è stato seguito da una persona su tre nei nuovi Stati federali. In occasione dello spettacolo, il presentatore Kiewel ha stretto il pugno destro, alzato il braccio in aria e gridato: "Für Frieden und Sozialismus seid bereit! (Siate pronti per la pace e per il Socialismo!)". La folla ha risposto all'unisono "Immer bereit! (Sempre pronti!)". La trasmissione si è conclusa con due DDR-Spezials, andati in onda il 7 e il 13 ottobre 2003.
Il 22 agosto 2003 la radio (MDR) ha mandato in onda la prima puntata della trasmissione settimanale di sei episodi del quotidiano Ein Kessel DDR, diretto da Franziska Schenk e Gunther Emmerlich, che ha raggiunto un tasso di ascolto del 22,8 per cento. Il 23 agosto 2003 ha seguito Sat 1 con il programma di due parti Meyer & Schulz - Die ultimative Ost-Show con Axel Schulz e Ulrich Meyer. A partire dal 3 settembre 2003 è stato trasmesso in quattro parti da RTL il DDR-Show – Von Ampelmännchen bis Zentralkomitee. Per la conduzione dello spettacolo, Katharina Witt, che presentava con Oliver Gissen, ha indossato una camicetta con lo slogan FDJ (Freie Deutsche Jugend).

#### Internet
Grazie all'influenza dei DDR-show, alle campagne pubblicitarie e al boom di prodotti orientali nei supermercati, nel 2004 ha avuto avvio il fenomeno dell'Ostalgia su Internet. Diversi siti web sono nati sia per vendere prodotti alimentari, oggetti di arredamento, mobili, accessori, giocattoli, abiti, libri dell'ex DDR (autentici e no), sia come chat room, in cui gruppi di ostalgici e non condividono le proprie esperienze nella Germania Est e riportano aneddoti, storie, dibattiti e anche barzellette sul rapporto tra Ossis e Wessis. Social network e chat room rappresentano fori pubblici di dialogo e la piattaforma su cui vengono elaborate "biografie collettive”. Internet è stato sfruttato anche per promuovere petizioni e iniziative; il sito web contro la demolizione del palazzo della Repubblica (attivo dal 1996) è uno dei tanti esempi in questo campo.

## Critica e discorso sui simboli politici della DDR
La maggioranza delle critiche verso la DDR sono state volte dagli ex tedeschi della Germania Ovest, che non comprendevano e ritenevano immorale la nostalgia della DDR. È anche vero, però, che la critica all'Ostalgia non è stata risparmiata neppure nella Germania Est. Il giornalista Martin Z. Schröder, cittadino della ex DDR, afferma, in un suo articolo del 2000 pubblicato sul Berliner Zeitung, che ci sono stati situazioni e aspetti caratteristici della vita nella DDR tutt'altro che positivi, che molti nostalgici hanno dimenticato. Tra questi cita sia particolari non molto importanti, quali l'assenza del telefono e delle fragole, sia fatti rilevanti come la corruzione dello Stato e la farsa dei programmi politici. Schröder assume un tono aspro e non si risparmia, inoltre, sul ruolo dei cittadini dell'Est, che a suo parere nulla hanno fatto per cambiare la situazione e che ora si lamentano delle proprie condizioni.
Nel contesto di post-riunificazione i critici sostengono, inoltre, che le reali condizioni socio-politiche ed economiche prevalenti nella DDR prima della svolta siano state taciute o represse.
Si è controbattuto anche in merito all'utilizzo dei simboli della DDR. Lo storico Hubertus Knabe ha avviato un dibattito a livello nazionale per il divieto dei simboli DDR che richiamano una dittatura del SED (Sozialistische Einheitspartei Deutschlands): l'emblema nazionale, il distintivo della SED, la FDJ, Stasi e falce e martello.
Riguardo all'aneddoto sulla provocazione della Witt nel mostrare la camicia blu con lo slogan FDJ (Freie Deutsche Jugend) nello show DDR, l'ex giurista della DDR e politico berlinese della CDU Günter Nooke ha reagito con un'azione legale contro la proiezione dei simboli della DDR. Nooke ha fatto appello a una sentenza della Corte costituzionale del 1954, con la quale i giudici avevano dichiarato la FDJ tedesca occidentale un'organizzazione incostituzionale, pronunciato un divieto e quindi vietato anche la proiezione dei suoi simboli.